# Ms. (revista)
Ms. Revista o Ms. (en español: Señora ) es una revista feminista y liberal de Estados Unidos fundada por las activistas Gloria Steinem, Dorothy Pitman Hughes y otras feministas de la segunda ola entre ellas Letty Cottin Pogrebin, Mary Thom, Patricia Carbine, Joanne Edgar, Nina Finkelstein y Mary Peacock.
Ms. aparece por primera vez a finales de 1971 como suplemento de la revista New York. El primer número independiente fue editado en enero de 1972, con el apoyo financiero del editor Clay Felker fundador de esta revista. De julio de 1972 a 1987 fue publicada mensualmente y desde final de los años 80 se publica trimestralmente.
Su objetivo es sensibilizar a las mujeres y la opinión pública de las cuestiones de género, de la lucha de las clases y de la noción de raza a lo largo de los años 1970. En 1976 fue la primera revista de ámbito nacional en abordar el tema de la violencia doméstica.
Durante su apogeo en los años 1970, la revista logró una gran popularidad pero no llega a conciliar sus objetivos ideológicas con estrategias comerciales. Desde 2001, Ms. está editada por la organización Feminist Majority Foundation, basada en Los Ángeles y en Arlington, en Virginia. La tirada es de cerca de 10 000 ejemplares.
Katherine Spillar, cofundadora de la organización y directora ejecutiva es la redactora jefa de la revista desde 2005.

## Orígenes
El primer avance de la revista Ms. fue publicado en diciembre de 1971 por la revista New York. La portada muestra a una mujer que se parece a una diosa india con piel azul y ocho brazos sosteniendo un reloj, sartén, máquina de escribir, rastrillo, espejo, teléfono, volante y una plancha. Los 300.000 ejemplares de prueba de la revista se agotaron en tres días y generaron 26 000 solicitudes de suscripción en las siguientes semanas. Gloria Steinem y Letty Cottin Pogrebin cofundaron Ms.Magazine en 1972, durante el movimiento feminista de la Segunda Ola. Cuando se publicó por primera vez, gran parte del movimiento feminista se centró en la lucha contra las normas sociales y de vida familiar destinadas de las mujeres.
La revista fue vista como una voz para las mujeres de las mujeres, una voz que había sido escondida y excluida de los medios convencionales. El primer número de Ms. Magazine incluía artículos sobre mujeres que tenían experiencia con abortos, promoviendo la eliminación de la terminología sexista del idioma inglés y literatura centrada en ayudar a las mujeres a darse cuenta de que podían defenderse contra las normas sociales.
Las siguientes ediciones futuras continuaron incluyendo artículos sobre los temas planteados por las feministas de principios de la década de 1970 y posteriores.

La cofundadora Gloria Steinem explicó la génesis de este proyecto con la siguiente constatación: « Me di cuenta como periodista que en la prensa no había nada para mujeres y ello me llevó junto a otras mujeres a iniciar la publicación de Ms. ».

"Había sido durante mucho tiempo colaboradora de Glamour y de Ladies' Home Journal, así que sabía que los editores hacían todo lo posible para incluir un artículo no relacionado con anuncios y tal vez una historia corta, pero eso fue lo máximo que podían hacer. Recuerde, las revistas para mujeres comenzaron como catálogos con una pequeña "copia complementaria" para los anuncios que trataban sobre moda, comida, entretenimiento, etc. Recuerdo a un editor de belleza que fue despedido solo por escribir que las mujeres jóvenes probablemente no necesitaban hidratantes. Hubo anunciantes que dejaron en claro que no comprarían un anuncio en un número con "artículos deprimentes o de gran tamaño". Era demasiado esperar que esas revistas publicaran noticias sobre carcinógenos en el tinte para el cabello, o qué ropa se hicieron en talleres de explotación, mucho menos una petición de mujeres conocidas que abortaron y apoyaron la libertad reproductiva." explicó Steinem celebrando el 40 aniversario de Ms.

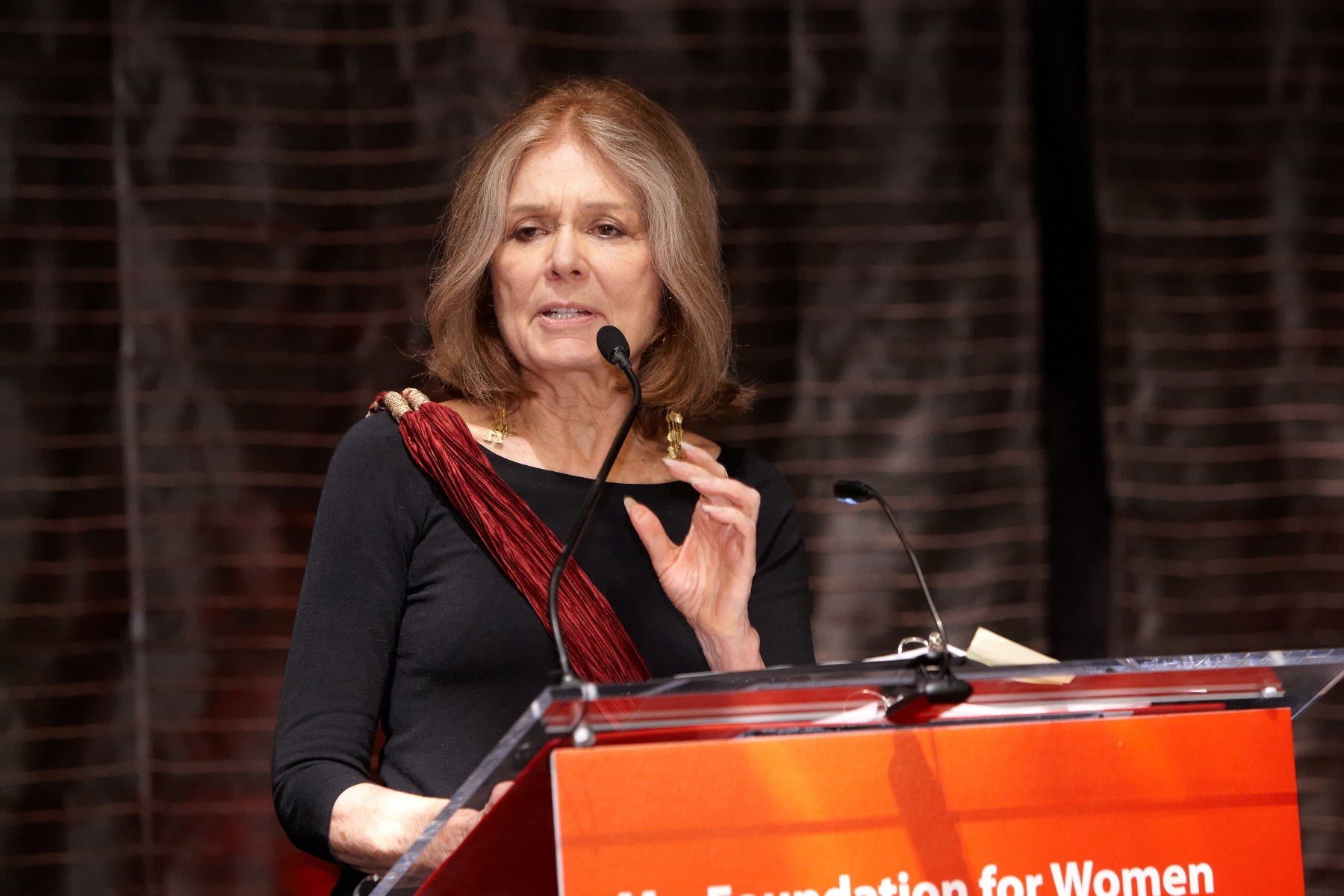
Gloria Steinem participa en la 23.º ceremonia anual de los premios Gloria entregados por la Foundation for Women y denominados así en su honor, el 19 de mayo de 2011.

En cuanto al origen del nombre elegido para la revista, explica en el documental Gloria : In Her Own Words de Peter Kunhardt : « Íbamos a llamarla « Sojourner » en homenaje a Sojourner Truth, abolicionista contra la esclavitud y activista por los derechos de las mujeres pero el nombre se asociado para muchas personas a una revista de viaje. Luego pensamos en llamarla « Sisters », pero tenía demasiadas connotaciones religiosas. Finalmente decidimos llamarla  « Ms. » , corto y simbólico, lo que es eficaz para un logo ».
El nombre de Ms. Revista fue sugerido por una amiga de Gloria Steinem que había escuchado el término en una entrevista en la radio neoyorquina WBAI.
Suzanne Braun Levine fue la primera jefa de redacción de Ms. entre 1972 y 1988.

## Histórico

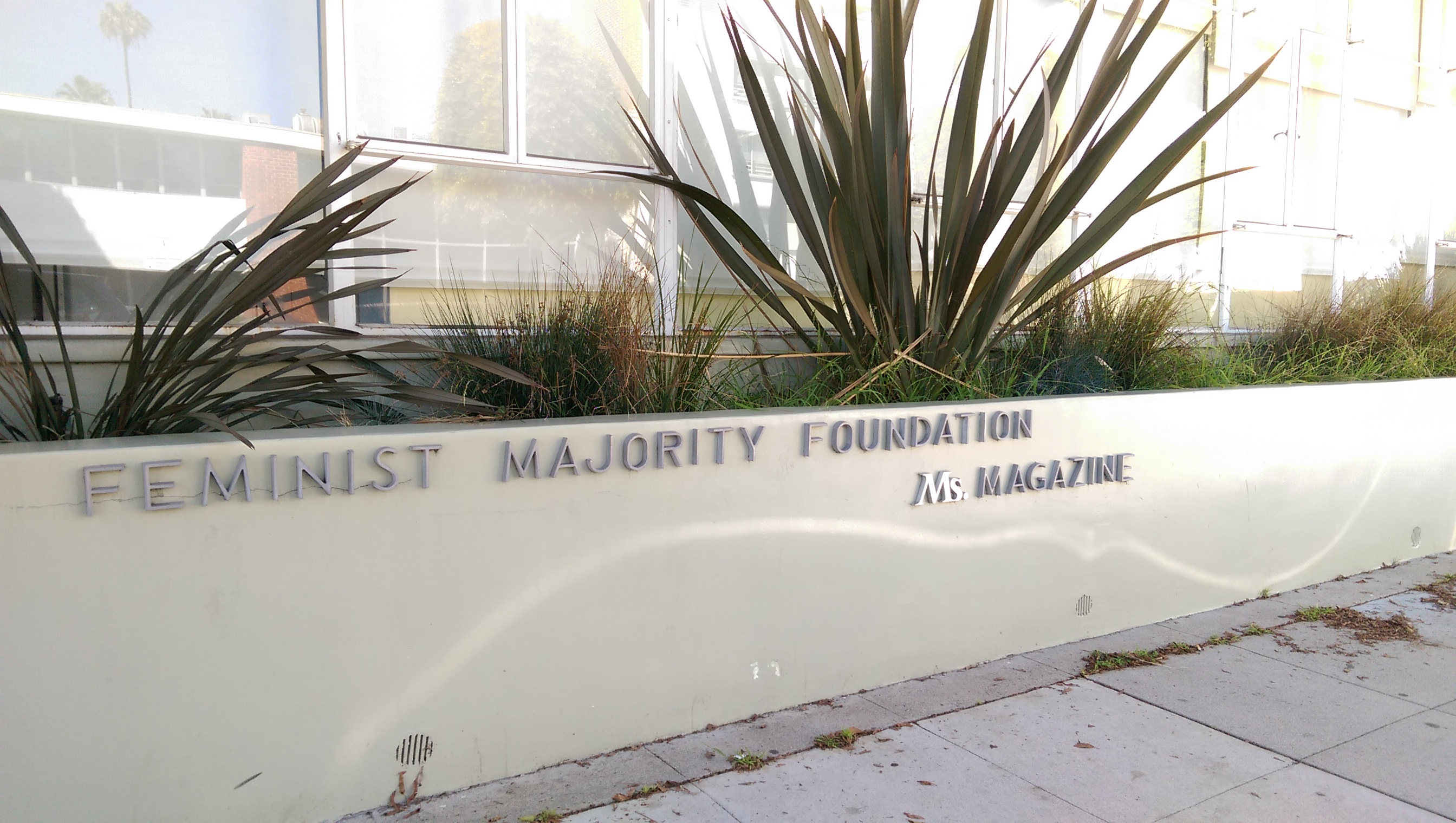
Oficina de la Feminist Majority Foundation y de la redacción del Ms. Revista en Los Ángeles.

En 1972, el personaje de Wonder Woman con su vestido tradicional ocupó la primera 

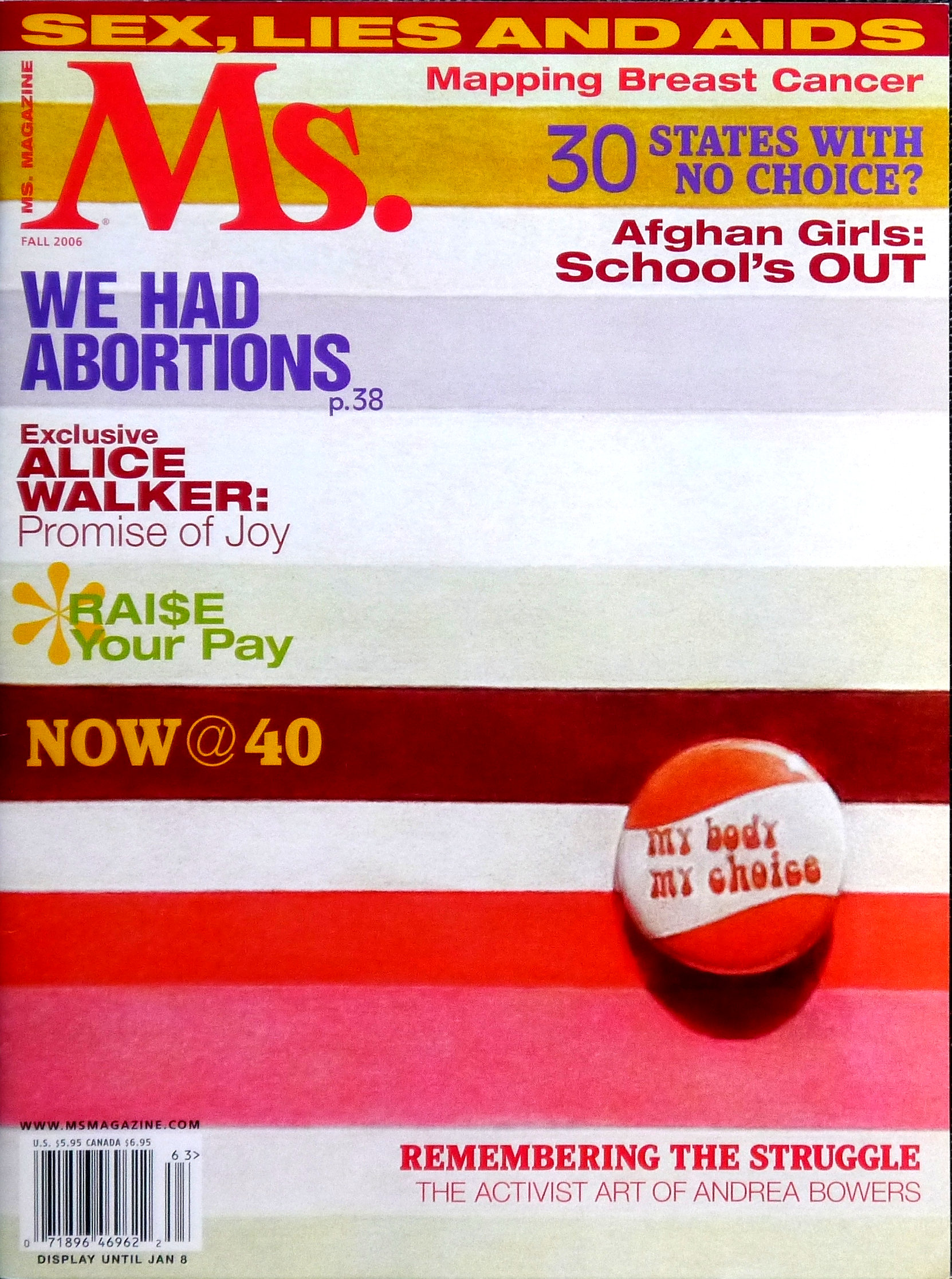
"Nosotras hemos abortado", portada realizada por Andrea Bowers, Ms. Revista, otoño 2006.

página del primer número de Ms. La portada realizada por Mike y Laura Allred es un guiño a Warner Comunicaciones, dueño de DC Comics e inversor de la revista, pero se trata sobre todo de una elección militante de Gloria Steinem molesta porque en el cómic se había retirado a Wonder Woman su traje poderoso que finalmente le devolvió en 1973.
"El momento de la verdad de la ama de casa", la primera historia de la portada de la revista Ms. fue escrita por Jane O'Reilly. O'Reilly ayudó a Steinem con la fundación de Ms. Magazine y su artículo destacado en el primer número destacó por la fuerza feminista y la crítica a la represión de las esposas en la sociedad y el hogar. El Momento de la Verdad de la ama de casa fue la revolución de una mujer que se enfrentó no solo a su marido, sino a todos los maridos, y sus exigencias para que las 
mujeres fueran la perfecta ama de casa. El artículo ayudó a las mujeres a comprender que podían decidir y empujó la idea de la revolución y la fuerza de las mujeres durante la Segunda Ola del movimiento feminista.  El artículo también ayudó a introducir la idea de "¡clic!", O la realización que una mujer adquiere cuando se da cuenta de que puede luchar contra las demandas que se le imponen para actuar, trabajar y comportarse de cierta manera.
Mr. hizo historia en 1972 cuando publicó los nombres de mujeres que admitían haber tenido abortos cuando el procedimiento aún era ilegal en la mayoría de los Estados Unidos. Un año después, el caso Roe v. Wade legalizaría el aborto en todo el país. Irónicamente, también en 1972, el autor de ciencia ficción Samuel R. Delany había planeado un guion para el cómic Wonder Woman que culminaría con Wonder Woman protegiendo una clínica de aborto. Esta secuencia finalmente fue cancelada.
Una historia de portada de 1976 sobre mujeres maltratadas convirtió a la Mr. En la primera revista nacional en abordar el tema de la violencia doméstica. La foto de portada mostraba a una mujer con una cara magullada.
La petición "Tuvimos abortos" aparece en el número de octubre de 2006 como parte de la historia de portada de la publicación. La petición contiene firmas de más de 5.000 mujeres que declararon haber abortado y "no se avergonzaron de la decisión", incluidas las actrices Amy Brenneman y Kathy Najimy, la cómica Carol Leifer y la propia Steinem.

## Propiedad reciente
En 1987, Ms. fue adquirida por Fairfax, una sociedad de medios de comunicación australianos, que sitúa en la dirección a Sandra Yates, con el fin de supervisar la recuperación editorial y financiera de la revista. En 1989, preocupado por la evolución de su línea editorial bajo la intervención de Anne Summers, el movimiento del American Feminists recompra la cabecera y comienza a publicar nuevos números sin publicidad.

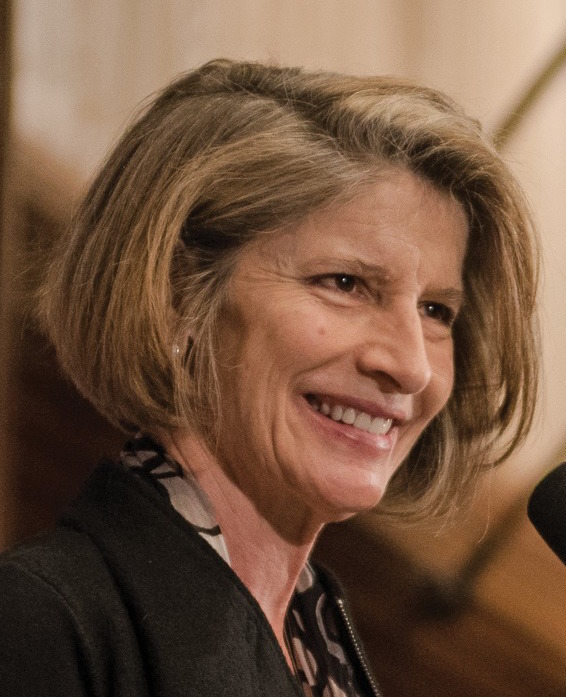
Katherine Spillar, jefa de redacción de la Ms. Revista.

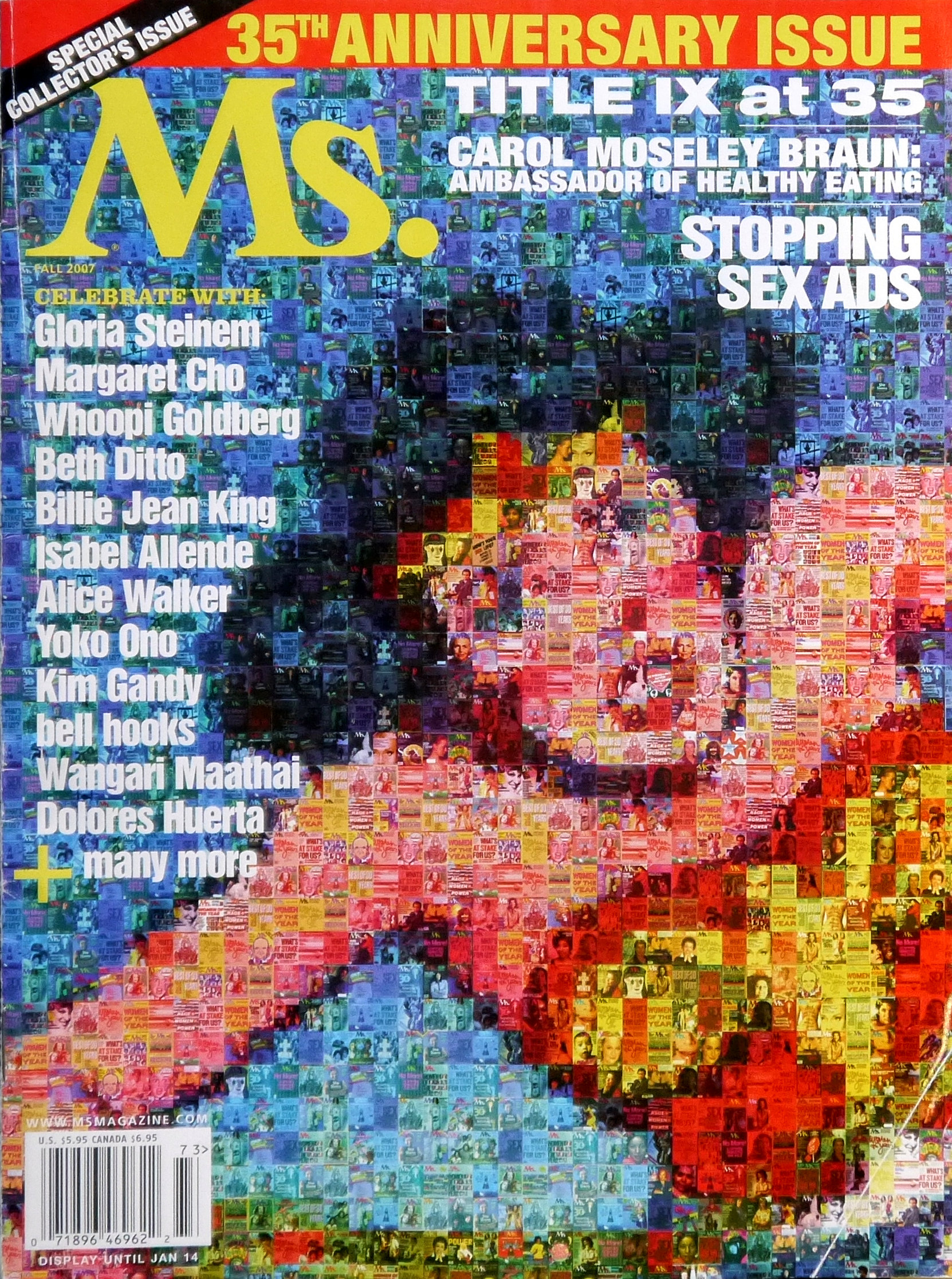
Número del 35.º cumpleaños que recupera el personaje de Wonder Woman, Ms. Revista, otoño 2017.

Robin Morgan y Marcia Ann Gillespie se incorporaron a la redacción. Marcia Ann Gillespie fue la primera mujer afroamericana en dirigir Ms. Durante un periodo, la revista fue editada por MacDonald Comunicaciones Corp., que publica también las revistas Working Woman y Working Mother. Conocida desde su creación por un análisis feminista único de los acontecimientos en curso, su cambio en 1991 hacia un formato sin publicidad, ha permitido poner de manifiesto el control de los anunciantes sobre el contenido de las revistas femeninas.

## Liberty Media for Women
En 1998, Gloria Steinem y otros inversores ponen en marcha Liberty Media y ubican la revista bajo su propiedad independiente. En 2001, frente a la situación de quiebra de Liberty Media, la Feminist Majority Foundation se convierte en propietaria de la revista. Marcia Anna Gillespie y su personal fueron despedidos. La redacción deja Nueva York y se traslada a Los Ángeles. La revista adquiere un periodo trimestral.
Durante la primavera 2002, conmemorando el 30 aniversario de la revista, Gloria Steinem y la presidenta de la Feminist Majority Foundation, Eleanor Smeal,  subrayaron la capacidad incrementada de la revista en « compartir investigaciones y de recursos, ampliar el periodismo de investigación y aportar a sus lectores la experiencia personal que ha sido siempre la fuente del movimiento de salud de las mujeres ».
En 2005, bajo la dirección de la jefa de redacción Elaine Lafferty, Ms. fue nominada a un premio internacional por su artículo Entre una mujer y su médico de Martha Mendoza. A pesar del éxito, Elaine Lafferty abandona la revista tras sólo dos años de dirección como consecuencia de varios desacuerdos, incluida la dirección editorial y una cobertura dedicada a la serie Desperate Housewives. La periodista evoca igualmente una separación de generación percibida frente a las feministas de la tercera generación.[cita requerida]
Desde 2005, Katherine Spillar es la jefa de redacción de la revista.

## Colaboradoras
En los años 1970, Claude Servan-Schreiber es corresponsal de la revista para Europa.
A lo largo de su historia la revista ha presentado artículos escritos por y sobre numerosas mujeres y hombres relacionados con política, el mundo de los negocios, el activismo y el periodismo. Entre las firmas se encuentran Alice Walker, Angela Davis, Barbara Ehrenreich o Susan Faludi.
Las portadas han incluido a Hillary Clinton, Angelina Jolie, Wanda Sykes, Sarah Jones, Jane Fundó, Charlize Theron y Queen Noor. El periodismo de investigación de la revista ha batido varios récords históricos sobre asuntos tales como las maquilas, el tráfico sexual, la división salarial, el techo de cristal y las violencias contra las mujeres.
En 2013, Gloria Steinem fue galardonada por el presidente Barack Obama con la medalla presidencial de la libertad por su activismo en favor de la igualdad de las mujeres.
En 2017, Ms. Revista celebró el 45 aniversario de su publicación. En honor de este acontecimiento, la redacción hizo referencia a su todo primer número que data de 1972, con la portada de una representación de Wonder Woman. Esta elección se basó en la noción de « sororidad y de igualdad » en torno al  personaje, lo que Ms. declara ser un « valor determinante » para las creencias feministas todas épocas.